# Al-Qaida im Maghreb

Das von der Salafistengruppe für Predigt und Kampf verwendete Logo

Operationsgebiet der früheren GSPC sowie Länder der Trans-Saharan Counterterrorism Initiative (TSCTI) und Pan-Sahel-Initiative

Salafisten-Gruppe für Predigt und Kampf (arabisch الجماعة السلفية للدعوة والقتال, DMG al-Ǧamāʿa as-Salafiyya li-d-Daʿwa wa-l-Qitāl; französisch Groupe Salafiste pour la Prédication et le Combat, GSPC) ist eine radikale islamistische Gruppierung Algeriens. Sie benannte sich am 25. Januar 2007 in Organisation al-Qaida des Islamischen Maghreb (arabisch القاعدة في بلاد المغرب الإسلامي, DMG Tanẓīm al-Qāʿida fī Bilād al-Maġrib al-Islāmī; frz. Organisation al-Qaïda au Maghreb islamique, AQMI) um.

## Geschichte

### Anfänge
Die ehemalige Salafisten-Gruppe für Predigt und Kampf wurde von Hassan Hattab 1998 gegründet. Hattab trennte sich 1998 von der Groupe Islamique Armé, der größten militant-muslimischen Bewegung Algeriens, infolge deren Gewalttaten im Laufe des Bürgerkriegs in Algerien. Das Wort Salafisten bezieht sich auf die ersten Muslime (Salafiyya, salafi, die Vorfahren). Die gleichnamige fundamentalistische Bewegung wurde von dem berühmten ägyptischen Vordenker Raschīd Ridā (1865–1935) gegründet.
Im Februar und März 2003 wurden von der GSPC oder einer ihrer Splittergruppen insgesamt 32 Sahara-Touristen aus Deutschland, der Schweiz, Österreich und den Niederlanden entführt, eine Geisel starb am 28. Juni 2003 an einem Hitzschlag. 17 der Geiseln wurden bei einer gewaltsamen Befreiungsaktion der algerischen Kommandos am 13. Mai 2003, die 14 anderen nach Verhandlungen am 18. August 2003 in Mali freigelassen (siehe Sahara-Geiselnahme 2003). Die Geiselnehmer setzten sich in den Tschad ab und gerieten in die Hände der lokalen Aufstandsbewegung Movement for Democracy and Justice in Chad (MJDT). Libyen machte damals seinen Einfluss geltend und erreichte schließlich im Oktober 2004 die Auslieferung des Terroristen Amari Saifi alias Abderrezak El Para (seit 1999 Mitglied der GSPC) und fünf weitere Mitglieder an Algerien. Am 24. April 2005 wurden die Terroristen in Algier vor ein Strafgericht gestellt und im Juni 2005 zu lebenslanger Haft verurteilt. 

### Innerhalb der al-Qaida
Ende 2006 schloss sich die Salafisten-Gruppe der al-Qaida an und benannte sich entsprechend um. Unter Vermittlung von al-Qaida Vizechef Aiman az-Zawahiri wurden im folgenden Jahr die bis dahin bestehenden Differenzen mit der Libyschen Islamischen Kampfgruppe beigelegt, um eine bessere Kooperation der beiden nordafrikanischen al-Qaida-Gruppen zu ermöglichen. Seither gilt die „Organisation al-Qaida des Islamischen Maghreb“ als die bestorganisierte bewaffnete Gruppe. Sie ist in den USA als „Foreign Terrorist Organization“ aufgelistet.
Die Zahl der aktiven Mitglieder sinkt, so betrug die Mitgliederzahl nach Schätzungen des algerischen Innenministeriums 2005 noch 800, 2006 waren es ca. 500, derzeit sind es zwischen 300 und 400 Mitglieder. Der Rückgang der aktiven Kämpfer ist vor allem auf Tötungen und Verhaftungen durch die algerischen Behörden zurückzuführen. An der Spitze der Gruppe stand bis zu seiner Tötung durch Antiterrorkräfte der französischen Armee (Opération Barkhane) am 3. Juni 2020 Abdelmalek Droukdel, genannt Abdelwadoud.
Die Gruppe verübte am 11. April 2007 ein Selbstmordattentat auf den Amtssitz des algerischen Ministerpräsidenten und ein Polizeikommissariat im Osten Algiers. Dabei starben 33 Personen, 222 wurden verletzt. Acht Monate später wurden zwei Sprengstoffanschläge auf das Gebäude der UNHCR sowie in der Nähe des Obersten Gerichtshofs in Algier verübt. Dabei kamen nach offiziellen Angaben mindestens 26 Menschen, darunter mehrere Mitarbeiter der Vereinten Nationen, ums Leben.
Am 22. Februar 2008 wurde im Süden Tunesiens ein österreichisches Touristenpaar von der Gruppe entführt, die für die Freilassung auch politische Forderungen stellte. Die beiden Geiseln wurden am 31. Oktober 2008 im Norden Malis nach monatelangen Verhandlungen freigelassen. Am 22. Januar 2009 verschleppte die al-Qaida im islamischen Maghreb im Grenzgebiet zwischen Mali und Niger eine Deutsche, einen Briten und ein Schweizer Ehepaar. Zwei der Geiseln, die Deutsche und eine Schweizerin, kamen am 22. April 2009 wieder frei. Der Brite wurde am 31. Mai 2009 von den Terroristen getötet. Der andere Schweizer wurde am 12. Juli 2009 von der Gruppe wieder freigelassen.
Im März 2011 warnte der tschadische Präsident Idriss Déby davor, dass der Bürgerkrieg in Libyen die AQMI stärken würde, da diese Kriegswaffen aus den Rebellengebieten erhalten würde. Auch der algerische Geheimdienst berichtete wenige Wochen später, dass es u. a. zu Lieferungen von panzerbrechenden Granaten und Luftabwehrraketen aus geplünderten libyschen Armeedepots gekommen sei.
Im Februar 2012 wurde in Algerien eine Bombe gezündet. Es wird vermutet, dass islamistische Terroristen dahinterstecken.
Im März 2017 schloss sich der in der Sahelzone operierende Ableger der neu-formierten Gruppierung Dschamāʿat Nusrat al-Islām wa-l-Muslimīn an.
Im Juni 2020 wurde der Anführer der al-Qaida im Maghreb, Abdelmalek Droukdel, im Rahmen der Opération Barkhane getötet.

## Konflikt im Norden Malis seit 2012
Seit März 2012 gehörte die AQMI gemeinsam mit Ansar Dine und der Bewegung für Einheit und Dschihad in Westafrika (MUJAO) zu den drei bewaffneten islamistischen Gruppen, die den Norden Malis unter ihre Kontrolle brachten und die MNLA vertrieben. Nach verschiedenen Informationen standen neben Ansar Dine auch Mitglieder der AQMI hinter den Zerstörungen an Mausoleen in der Stadt Timbuktu im Jahr 2012. Bei Gefechten in der Bergregion Adrar des Ifoghas am 22. Februar 2013 starb einer der führenden Köpfe der AQMI Abdelhamid Abou Zeid im malischen Kidal.

## Zugeschriebene Anschläge
- 3. August 2008: Anschlag in Tizi Ouzou (Algerien), 37 Tote.[18]
- 17. August 2008: Anschlag auf einen Polizeikonvoi bei Skikda (Algerien), 13 Tote.
- 19. August 2008: Anschlag in Issers (Algerien) auf eine Polizeischule, 43 Tote und 38 Verletzte.
- 15. und 16. Januar 2016: Terrorangriff mit Geiselnahme auf die Bar Taxi Brousse, das Restaurant Cappuccino und das Splendid Hotel in Ouagadougou (Burkina Faso), 30 Tote (darunter die Fotografin Leila Alaoui und die ehemaligen Schweizer Parlamentsabgeordneten Jean-Noël Rey und Georgie Lamon) und 56 Verletzte.[19][20][21]
- 13. März 2016: Terrorangriff am Strand von Grand-Bassam, Elfenbeinküste mit mehr als 30 Toten.